# فرهنگ بلوچی-فارسی
فرهنگ بلوچی-پارسی: بردارندهٔ بیش از شصت هزار واژه و اصطلاح و کارواژه بلوچی و معنی آن‌ها به پارسی یک فرهنگ واژگان بلوچی به پارسی است که به دستیاری عبدالغفور جهاندیده گردآوری شده است. این نبیگ در سال ۱۳۹۶ در ۲ پوشینه با میانجی انتشارات معین و دانشگاه دریانوردی و علوم دریایی چابهار به چاپ رسید. فرهنگ بلوچی-فارسی عبدالغفور جهاندیده در سال ۱۳۹۷ جایزهٔ سی‌وششمین دوره کتاب سال جمهوری اسلامی ایران را در بخش زبان از آن خود کرد.

## دربارهٔ کتاب
عبدالغفور جهاندیده کار گردآوری واژگان بلوچی را از سال ۱۳۶۸ و در زمانی آغاز کرد که در روستاهای بلوچستان به پیشه آموزگاری سرگرم بود. این فرهنگ، نخستین فرهنگ بلوچی-فارسی است که به چاپ رسیده و بنیان آن بر پایه گویش بلوچی غربی و بلوچی مکرانی است که در میان گویش‌های بلوچی گویش معیار یا ترادادی به‌شمار می‌آید. با این روی نویسنده تا آنجا ک توانسته به بسیاری از واژه‌های گویش‌های دیگر بلوچی همچون سرحدی، کاروانی، فنوجی، کُتیچی، سراوانی، و لاشاری نیز نگرش کرده است. در پیش واژه‌های مربوط با نمادی آشکار، وابستگی واژه به هر کدام از این گویش‌ها پیدا شده است. افزون بر این نگارنده در این فرهنگ بسیاری از واژه‌های گویش بلوچی خاوری را نیز که در بلوچستان پاکستان گویش می‌شود و با برابر باختری خود دگرگونیهای آوایی دارند، با نامبرد بنمایه در خود نوشتار یا در پابرگی نامبرده است. باید این را نیز افزود ک زبان بلوچی یکی از شاخه‌های بنیادین زبان پهلوی یا پارسی میانه هست و بسیاری از واژگان فراموش گشته زبان پارسی را می‌توان در این زبان یافت.

## بخش‌های کتاب
فرهنگ بلوچی-فارسی با پیش‌گفتاری از علی‌اشرف صادقی آغاز می‌شود. سپس به پیشینه تحقیق، روش تحقیق، نشانه‌های آوانویسی، نشانه‌های اختصاری، پیشگال (پیشگفتار بلوچی) و دیباچه پرداخته شده است. جغرافیا، بلوچستان ایران، بلوچستان پاکستان، بلوچستان افغانستان، مکران، کوچ و بلوچ بلوچ، نژاد و خاستگاه آن، پراکندگی قومی بلوچ‌ها، زبان بلوچی، برخی از ویژگی‌های زبان بلوچی، گویش‌های مهم بلوچی، گویش شرقی و گویش غربی، جدول تطبیقی نمونه‌هایی از واژه‌های دو گویش شرقی و غربی بلوچی، رابطه زبان بلوچی با زبان‌های باستانی ایران، بلوچی با پارسی باستان، بلوچی با پارسی میانه، رسم‌الخط زبان بلوچی، واژه‌سازی در بلوچی، برخی از نکات دستوری زبان بلوچی، مصدر، فعل و انواع آن، ضمیر و انواع آن، مضاف و مضافٌ‌الیه، صفت و انواع آن و متن فرهنگ از دیگر فصل‌های کتاب است و بخش پایانی کتاب نیز فهرست اعلام و منابع است. نویسنده کتاب را به ماهیار نوابی تقدیم کرده است.

## رسم‌الخط کتاب
رسم‌الخط یا همان دبیرگ به کار رفته در این فرهنگ بر پایه دبیرگ سید ظهور شاه هاشمی با دگردیسیهای بسیار اندک است. هماک واژه‌ها و گزاره‌های بلوچی افزون بر دبیرگ بلوچی، به دبیرگ لاتین نیز نگاشته شده و برای بسیاری از واژه‌ها و اصطلاحات، نمونه نیز نامبرده شده است.

## مشخصات چاپ
فرهنگ بلوچی-فارسی در سال ۱۳۹۶ در ۲ جلد شامل ۲۷۳۶ صفحه با تیراژ ۵۵۰ نسخه و بهای ۲۰۰ هزار تومان توسط انتشارات معین و دانشگاه دریانوردی و علوم دریایی چابهار به چاپ رسید.

## جوایز
کتاب فرهنگ بلوچی-فارسی در در چهارمین دوره انتخاب کتاب سال استان سیستان و بلوچستان در بخش کلیات به عنوان کتاب سال استان معرفی شد. این کتاب همچنین در سی‌وششمین دوره کتاب سال جمهوری اسلامی ایران در ۱۶ بهمن ۱۳۹۷ در بخش زبان، کتاب سال شناخته‌شد.